# Elliston (Montana)
Elliston es un lugar designado por el censo ubicado en el condado de Powell en el estado estadounidense de Montana. En el Censo de 2010 tenía una población de 219 habitantes y una densidad poblacional de 10,46 personas por km².

## Geografía
Elliston se encuentra ubicado en las coordenadas 46°33′31″N 112°27′50″O / 46.55861, -112.46389. Según la Oficina del Censo de los Estados Unidos, Elliston tiene una superficie total de 20.95 km², de la cual 20.95 km² corresponden a tierra firme y (0%) 0 km² es agua.

## Demografía
Según el censo de 2010, había 219 personas residiendo en Elliston. La densidad de población era de 10,46 hab./km². De los 219 habitantes, Elliston estaba compuesto por el 94.98% blancos, el 0% eran afroamericanos, el 2.28% eran amerindios, el 0% eran asiáticos, el 0% eran isleños del Pacífico, el 0% eran de otras razas y el 2.74% pertenecían a dos o más razas. Del total de la población el 0.46% eran hispanos o latinos de cualquier raza.